# Harlem River
Harlem River je 13 km dlouhý průliv (přílivová úžina) v New Yorku mezi estuárem řeky Hudson a úžinou East River. Odděluje ostrov Manhattan od Bronxu, který leží na pevnině. Je široký 100 až 300 metrů, většinou okolo 130 metrů.
Harlem River je využíván k veslování, na březích je loděnice Kolumbijské univerzity. Průliv také využívají studenti z New York University, Fordham University a Manhattan College. Je splavný pro lodě do výšky 17 m nad hladinou. Přes úžinu vede 15 mostů (z toho 11 pohyblivých) a překonávají ji 4 linky newyorského metra.
Stejně jako přilehlá manhattanská čtvrť Harlem se průliv jmenuje podle nizozemského města Haarlem, pojmenovali ho holandští přistěhovalci v 17. století. Další čtvrtě podél průlivu jsou Inwood a Washington Heights na Manhattanu a Spuyten Duyvil, Kingsbridge, Morris Heights, High Bridge a Mott Haven na pevnině. Na severním vstupu do průlivu a pak mezi Washington a Morris Heights jsou břehy průlivu poměrně strmé, na manhattanské straně stoupají až k 70 metrům (Inwood Hill). 
Na jižním konci Harlem River odděluje od Manhattanu ještě dva menší spojené ostrůvky Randalls & Wards Islands, oddělené od pevniny Bronxu úzkým a za odlivu vysychajícím kanálem Bronx Kill.

## Galerie mostů
Mosty přes Harlem River v pořadí od severu na jih:

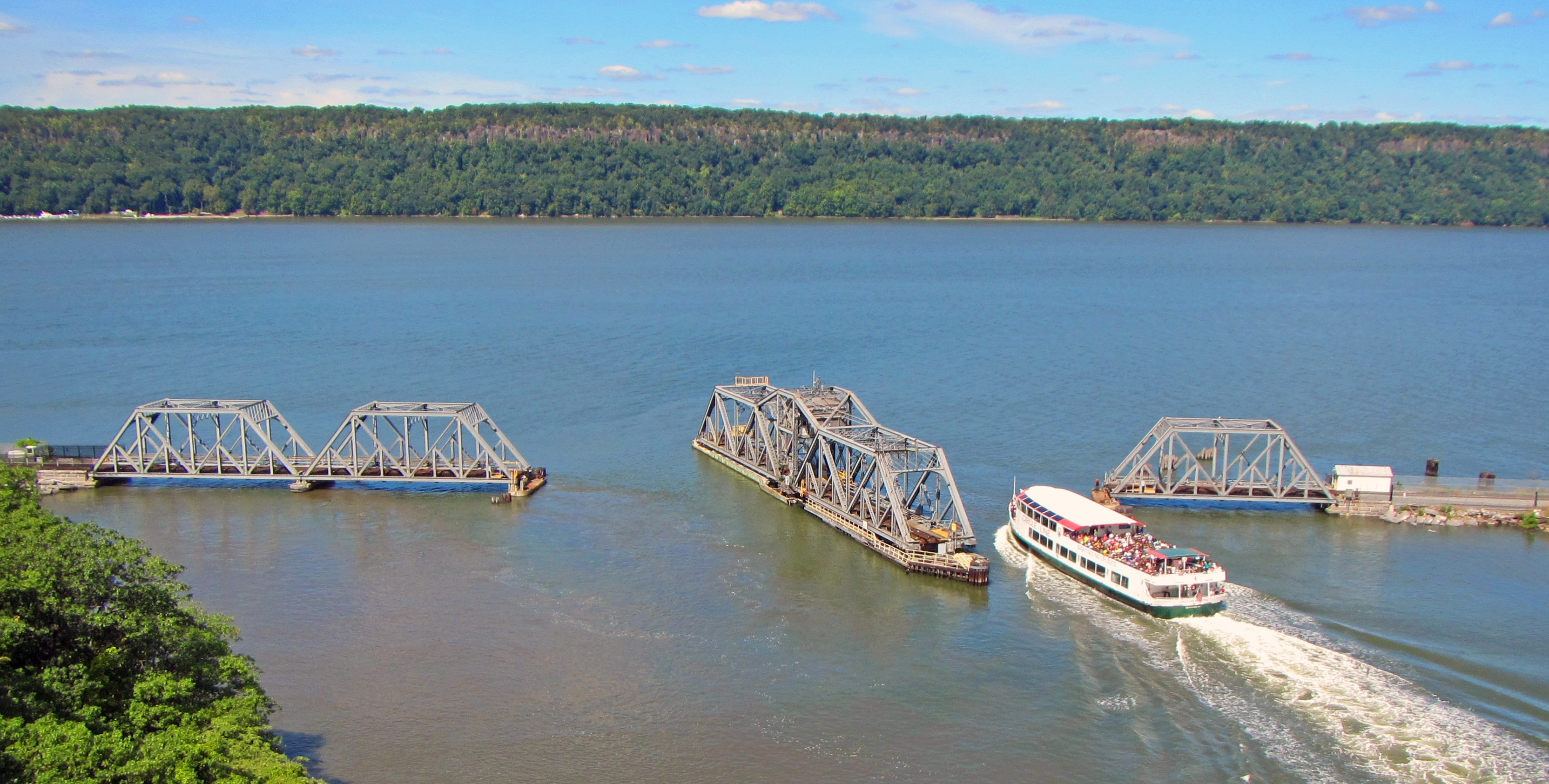
Spuyten Duyvil Bridge (železniční otočný most – otevřený pro průjezd lodi)
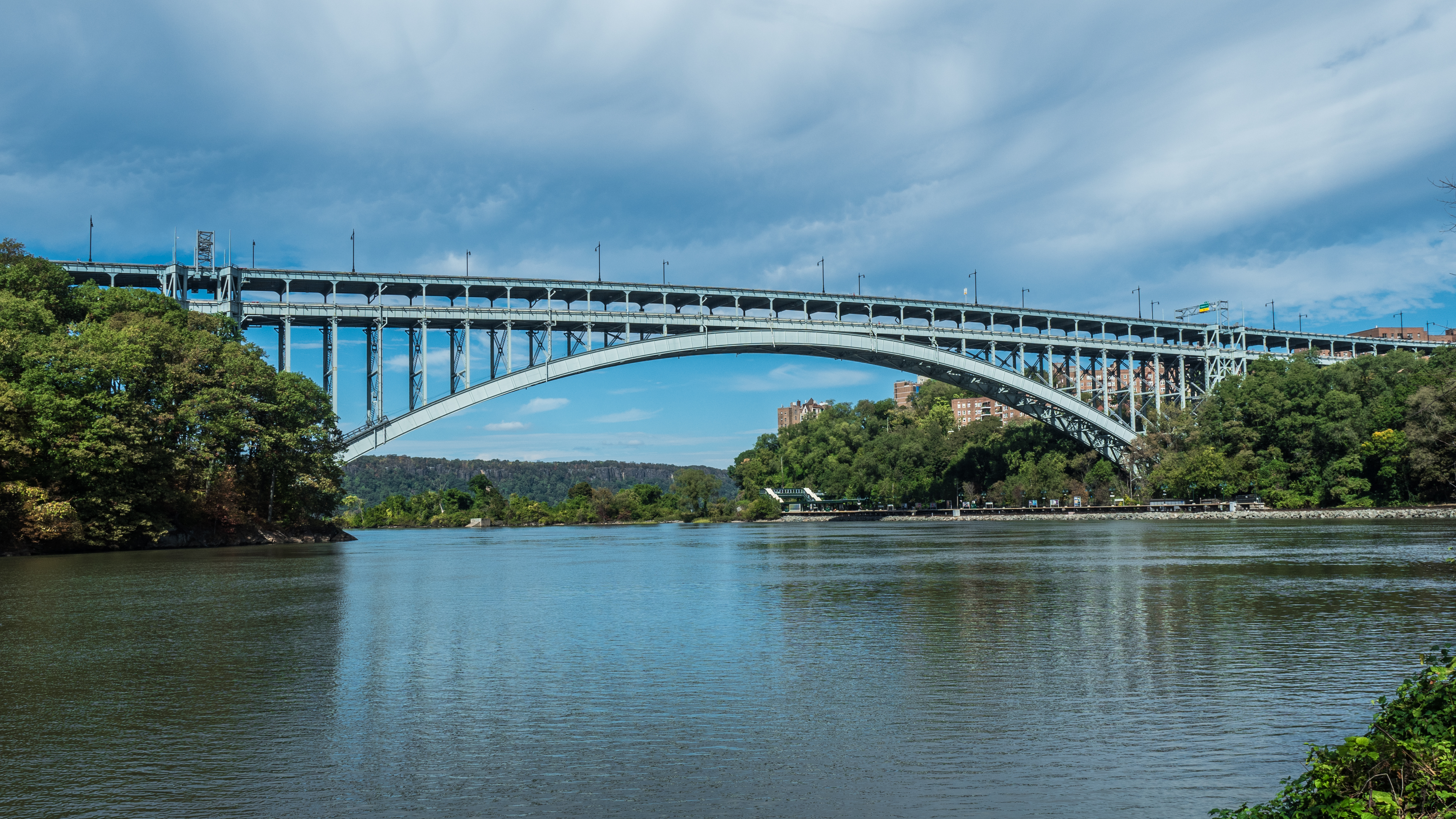
Most Henryho Hudsona
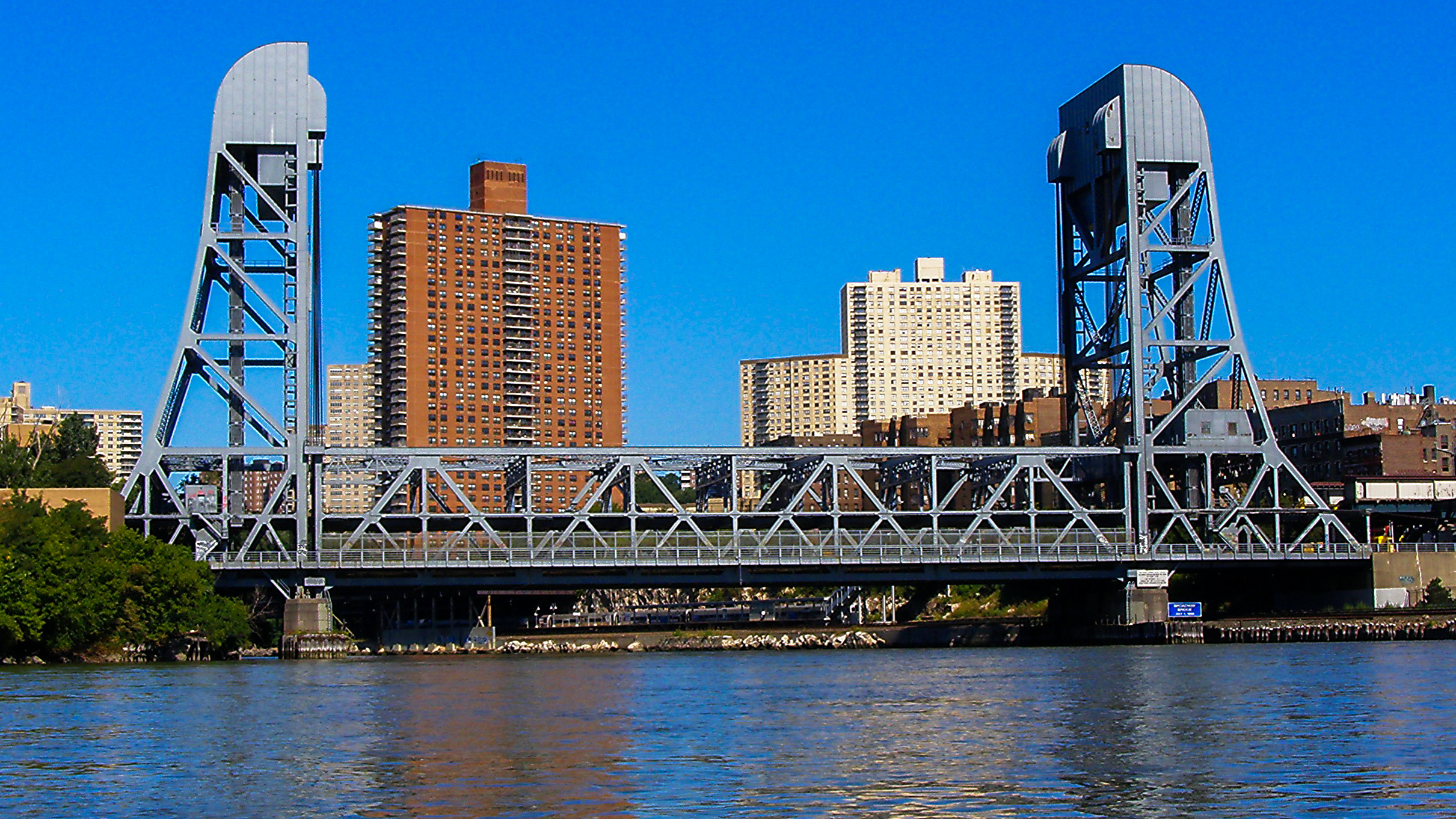
Broadwayský most
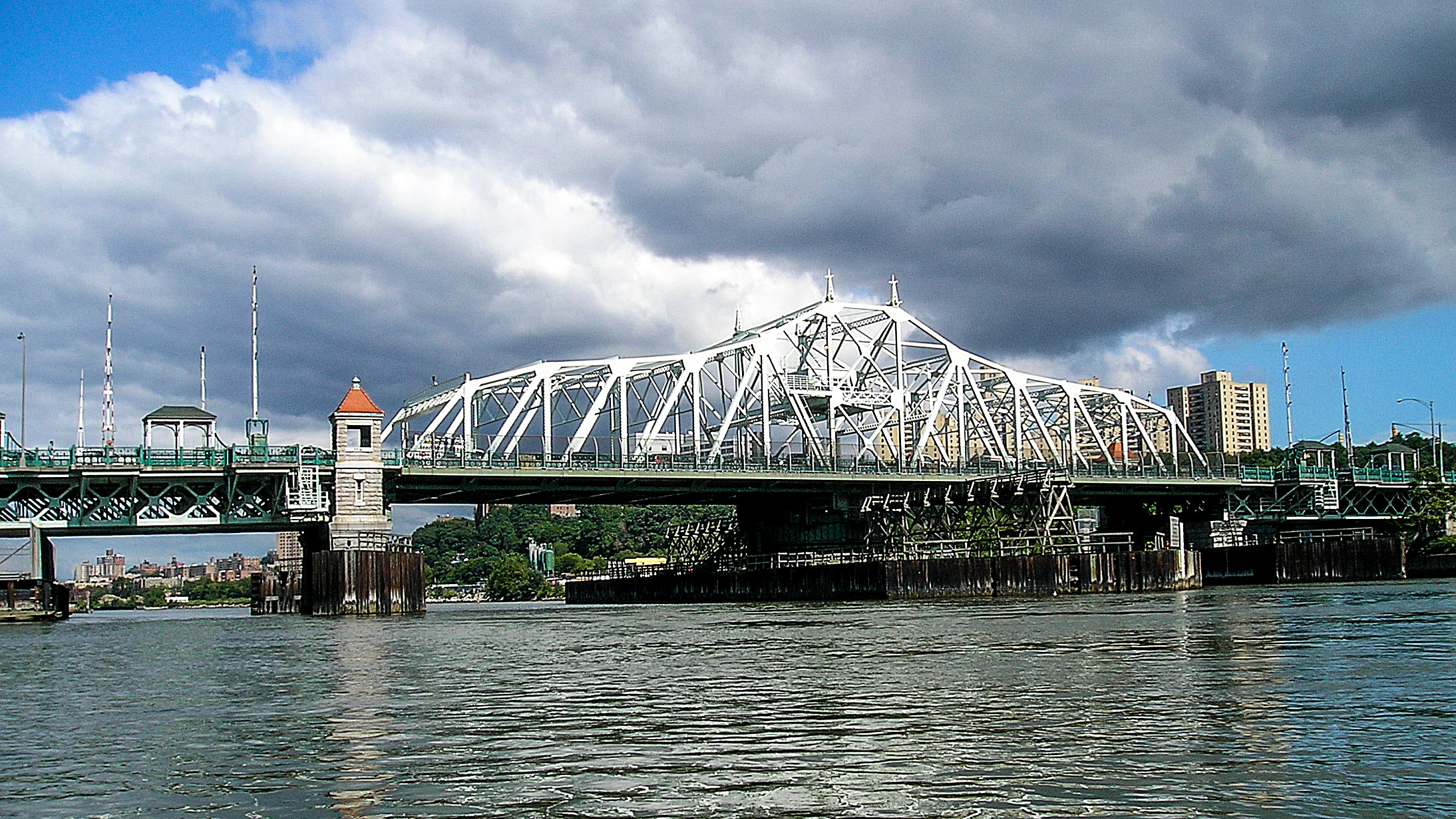
University Heights Bridge
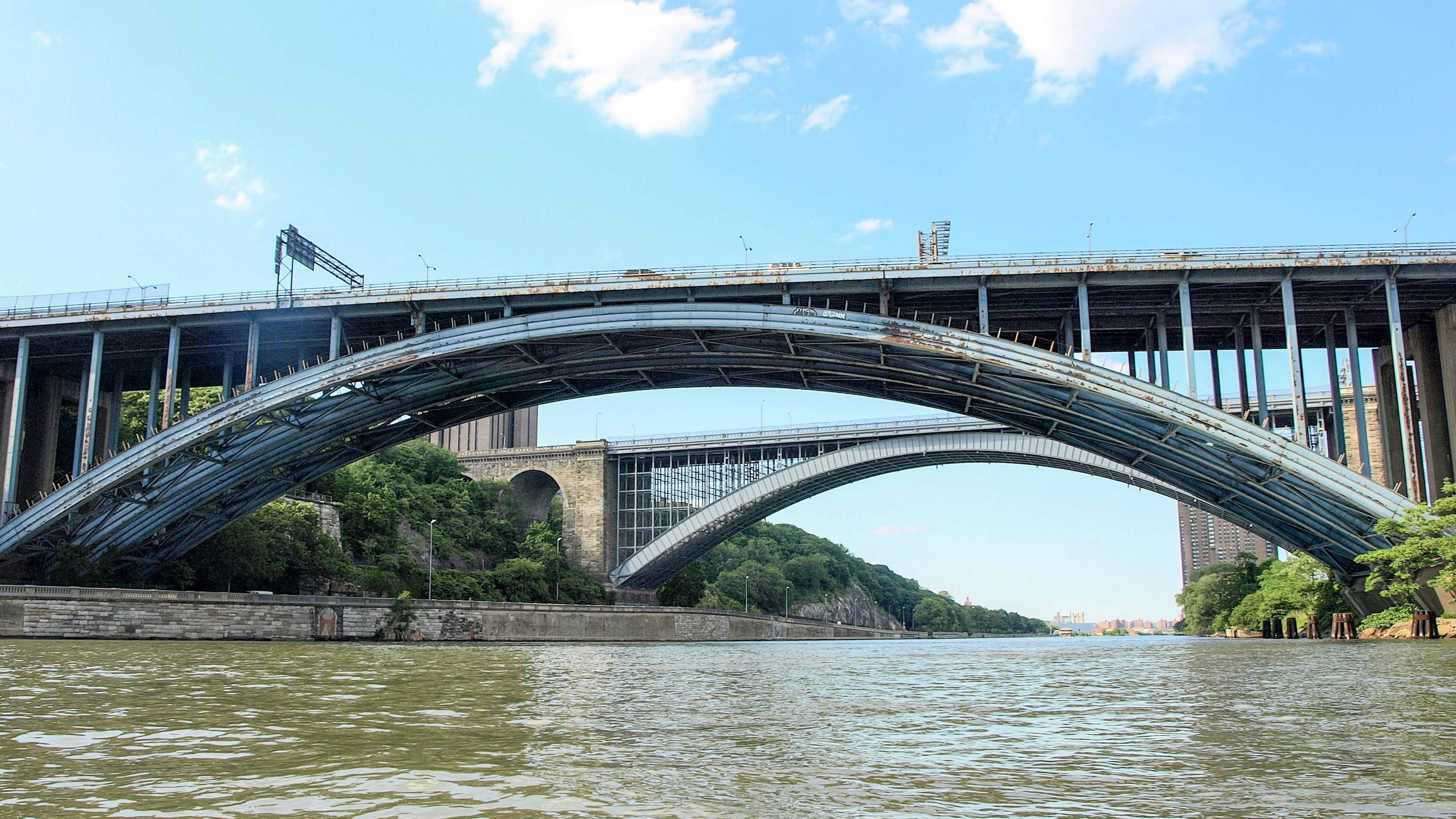
Most Alexandera Hamiltona a za ním Washingtonův most
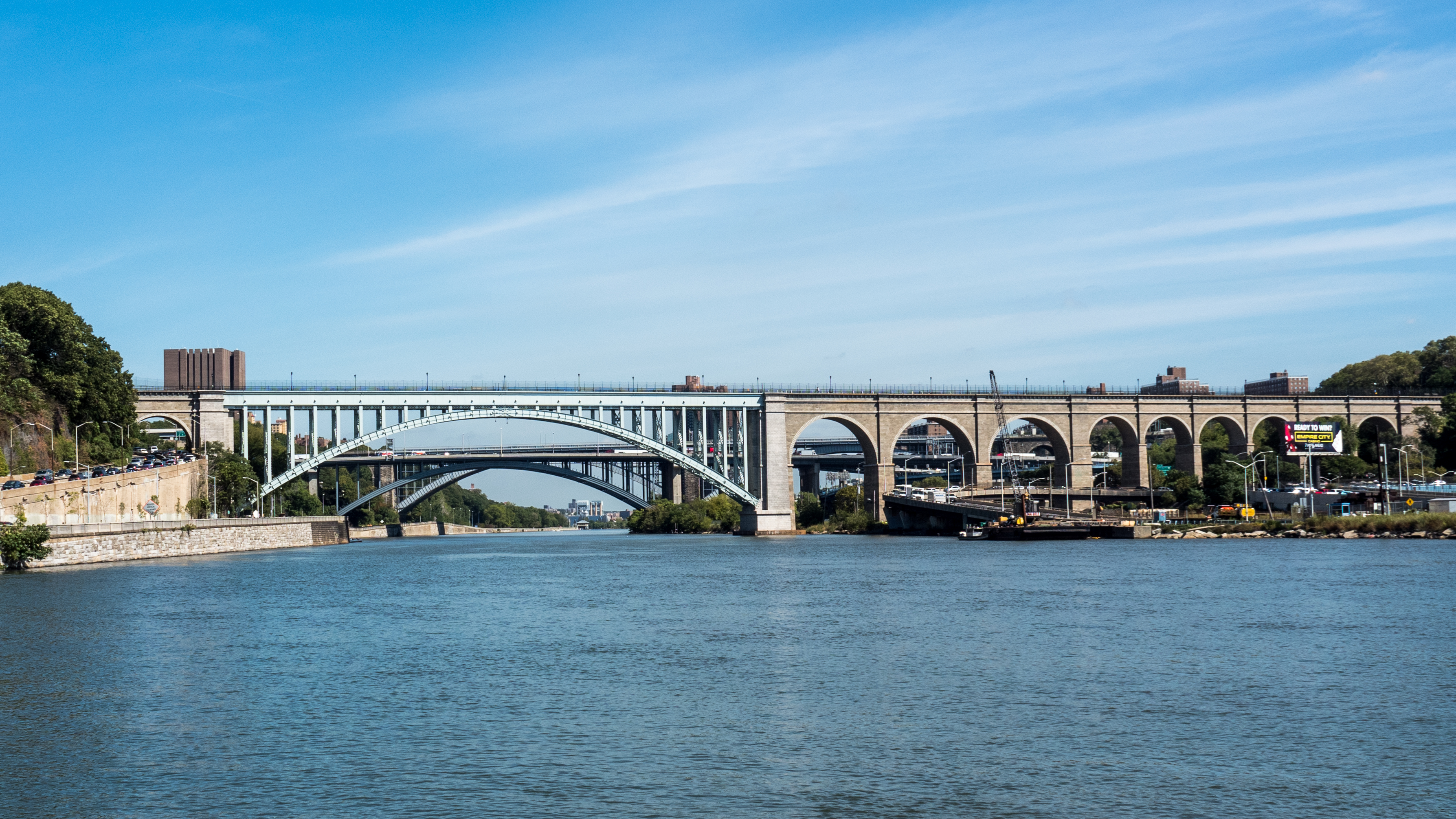
High Bridge (pěší most přes Harlem River, železnici a dálnici)
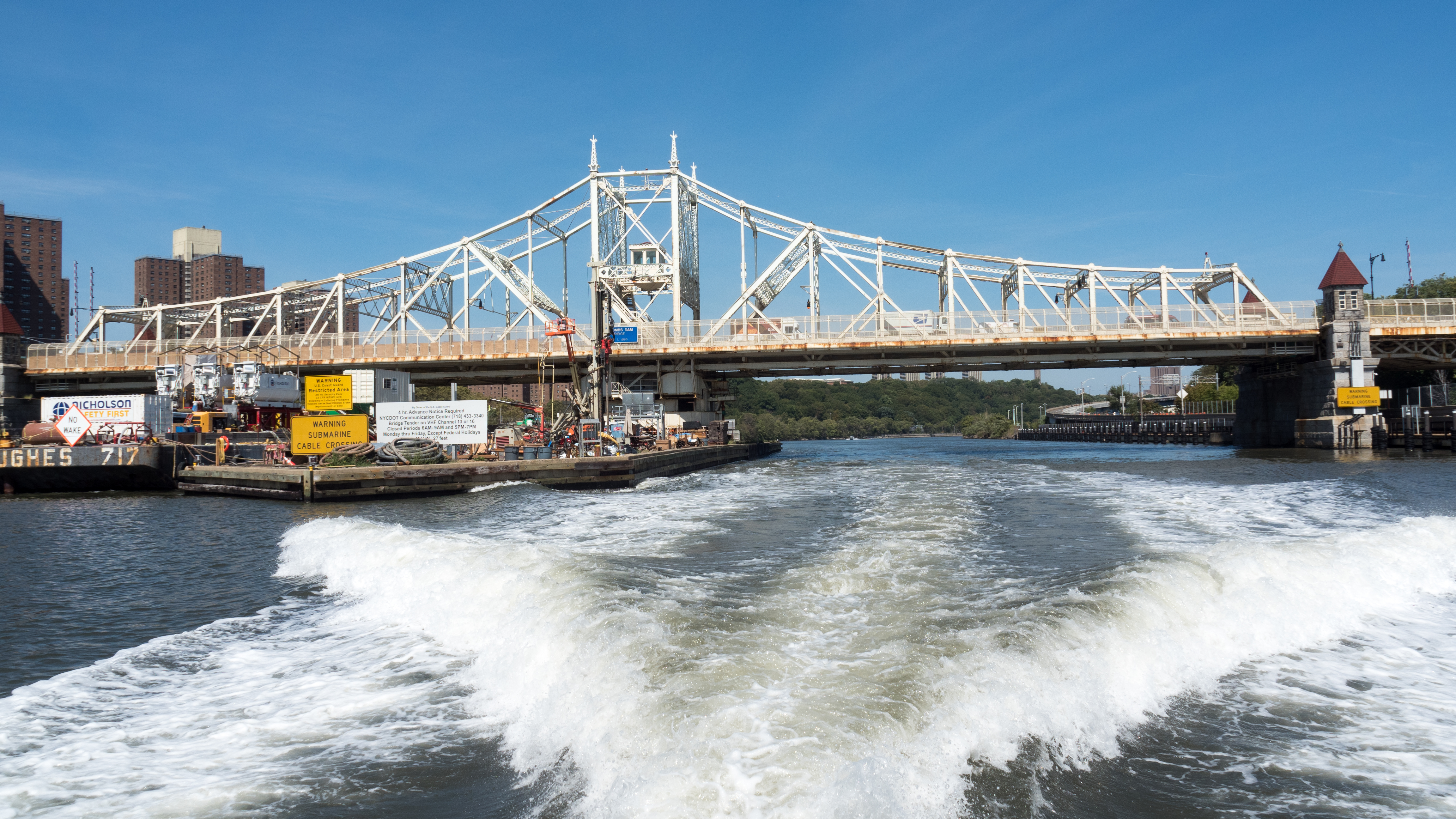
Macombs Dam Bridge
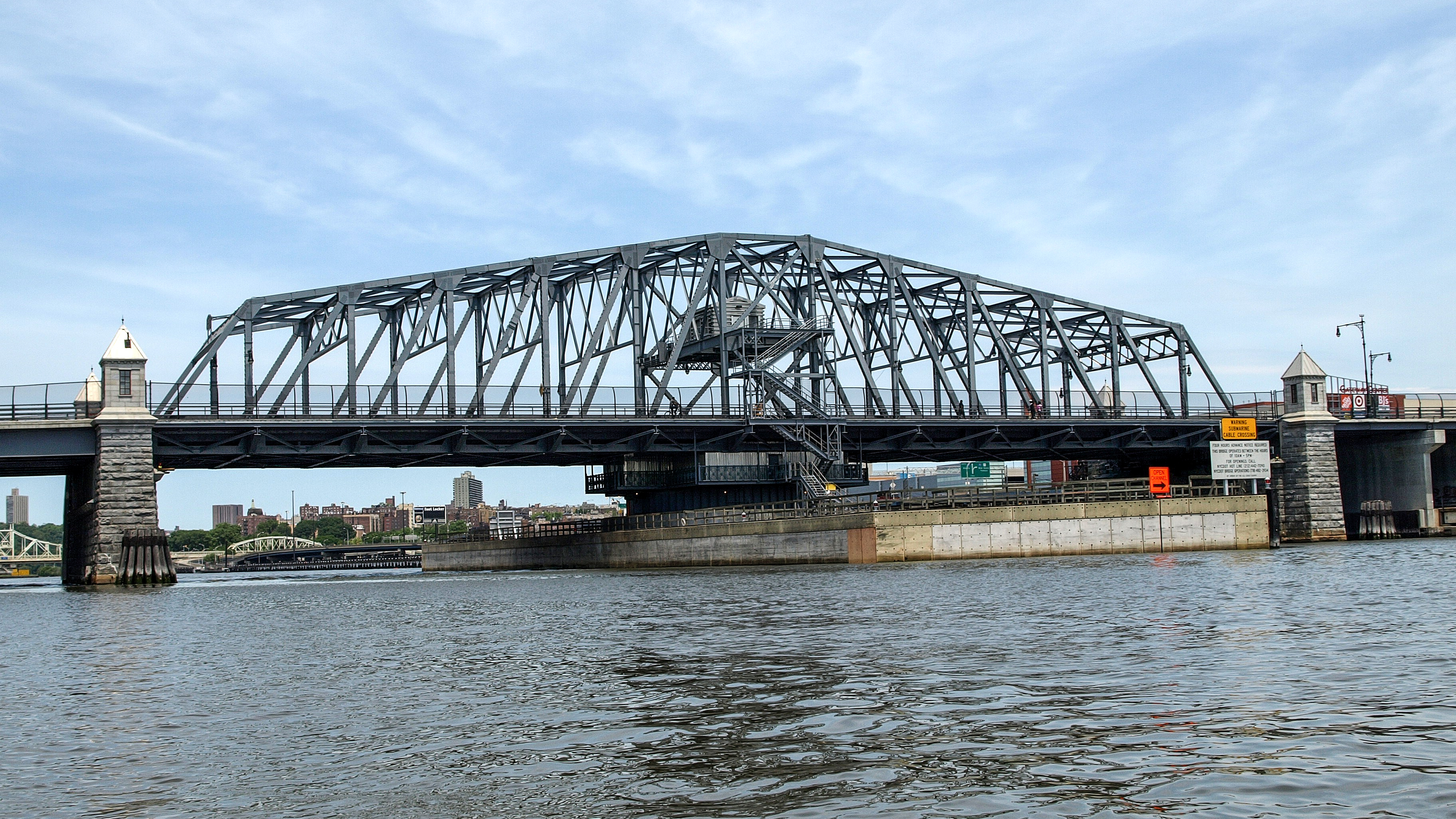
Most ze 145. ulice
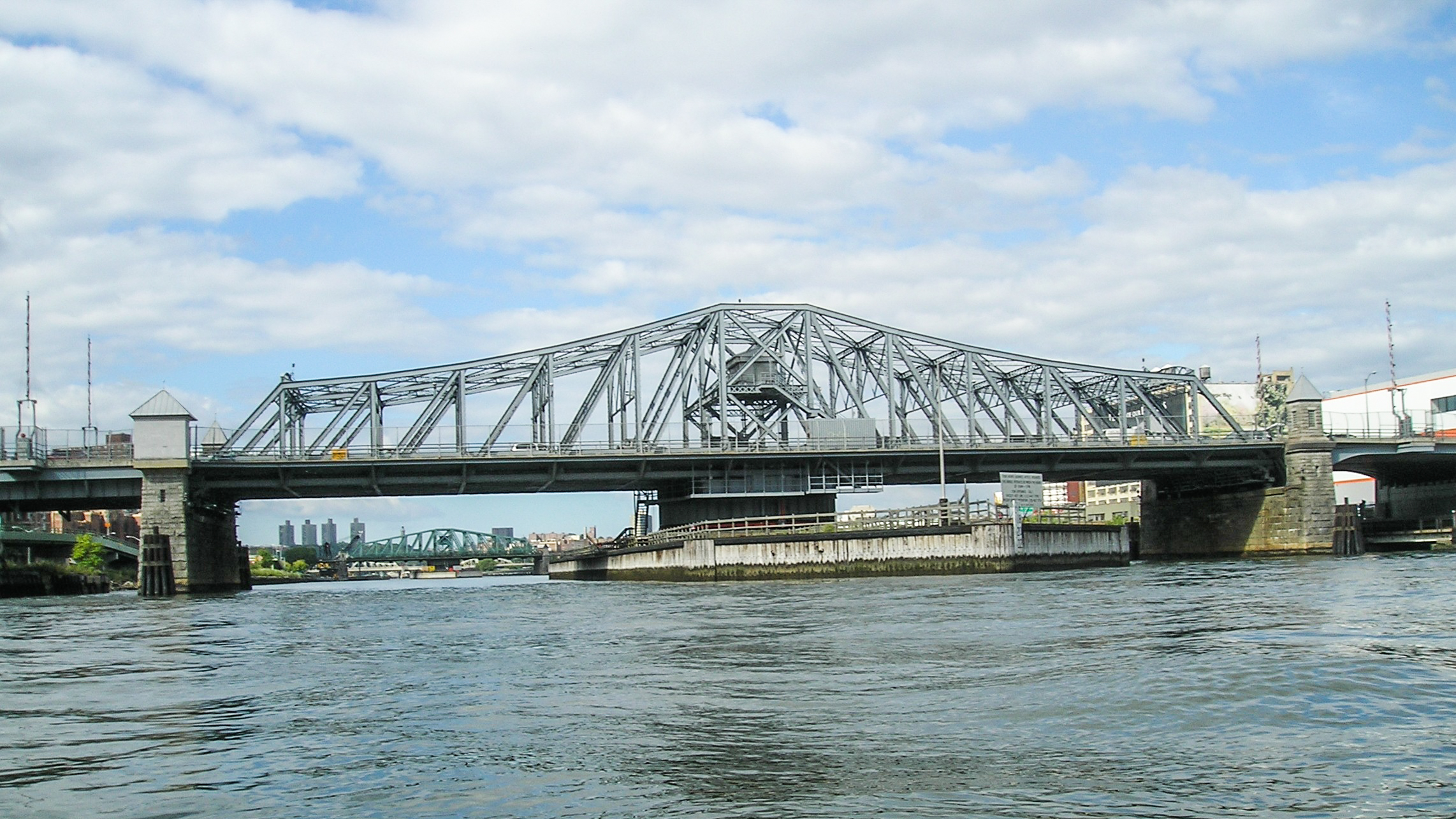
Madison Avenue Bridge
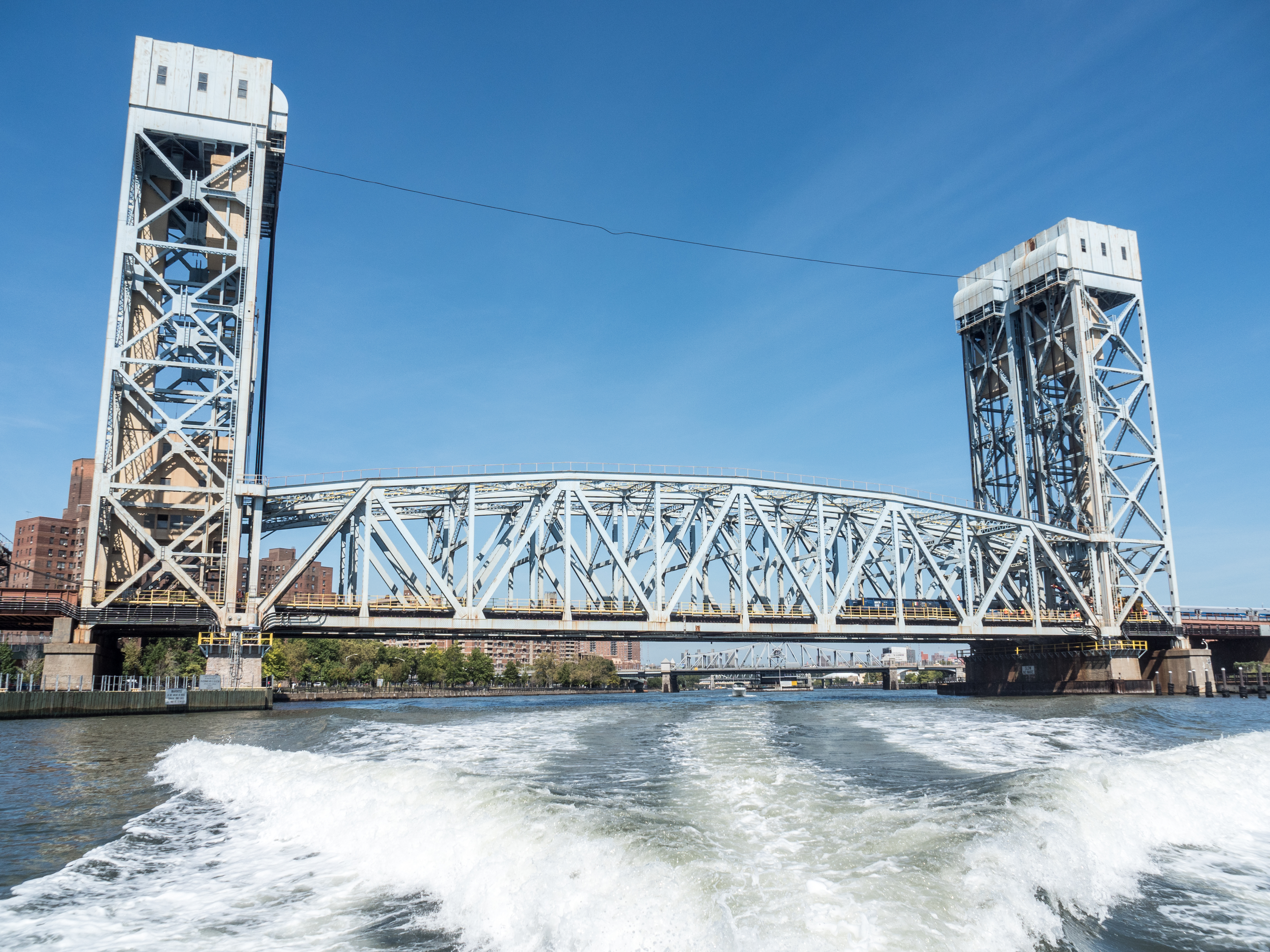
Park Avenue Bridge (železniční zvedací most)
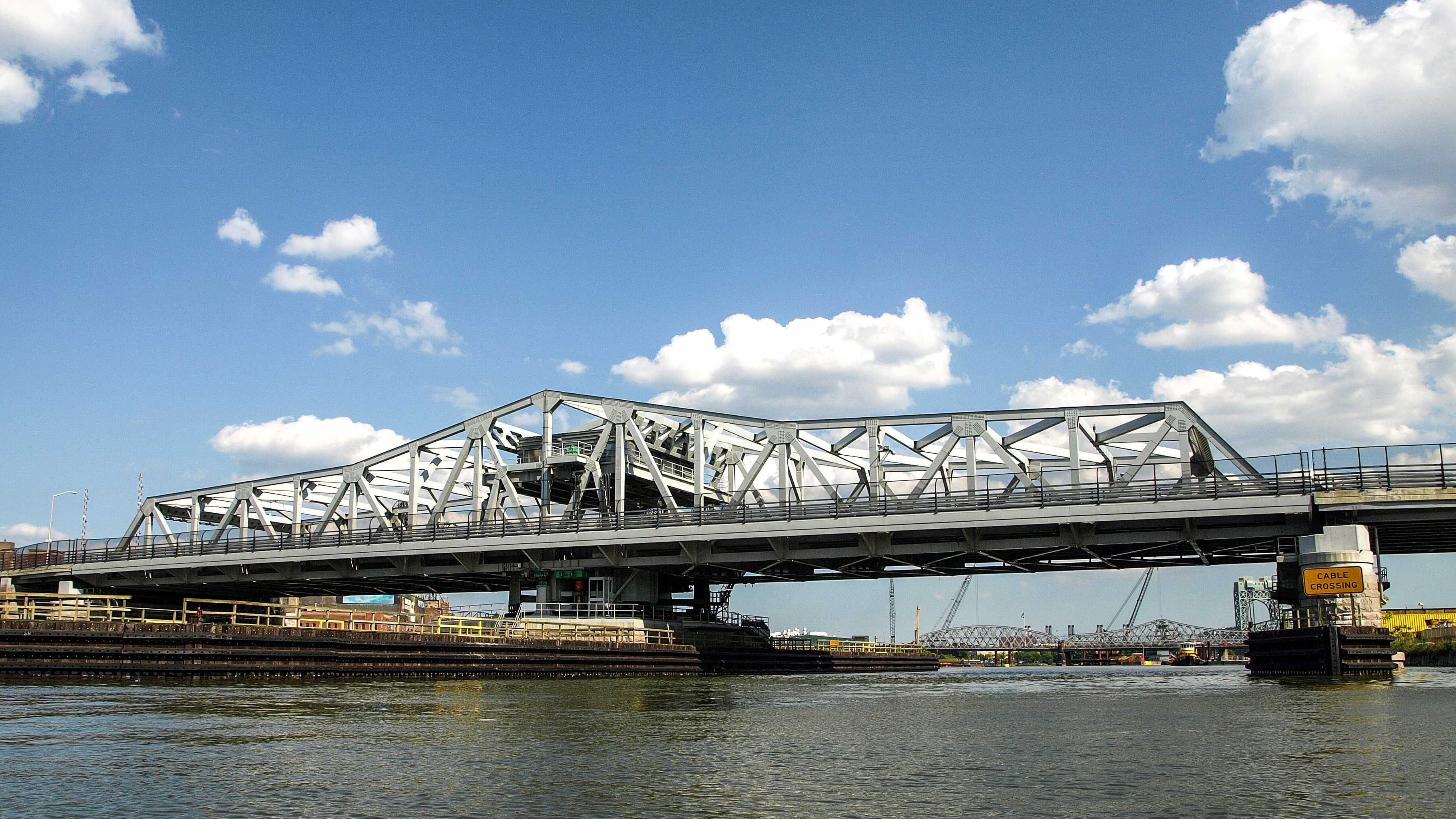
3rd Avenue Bridge
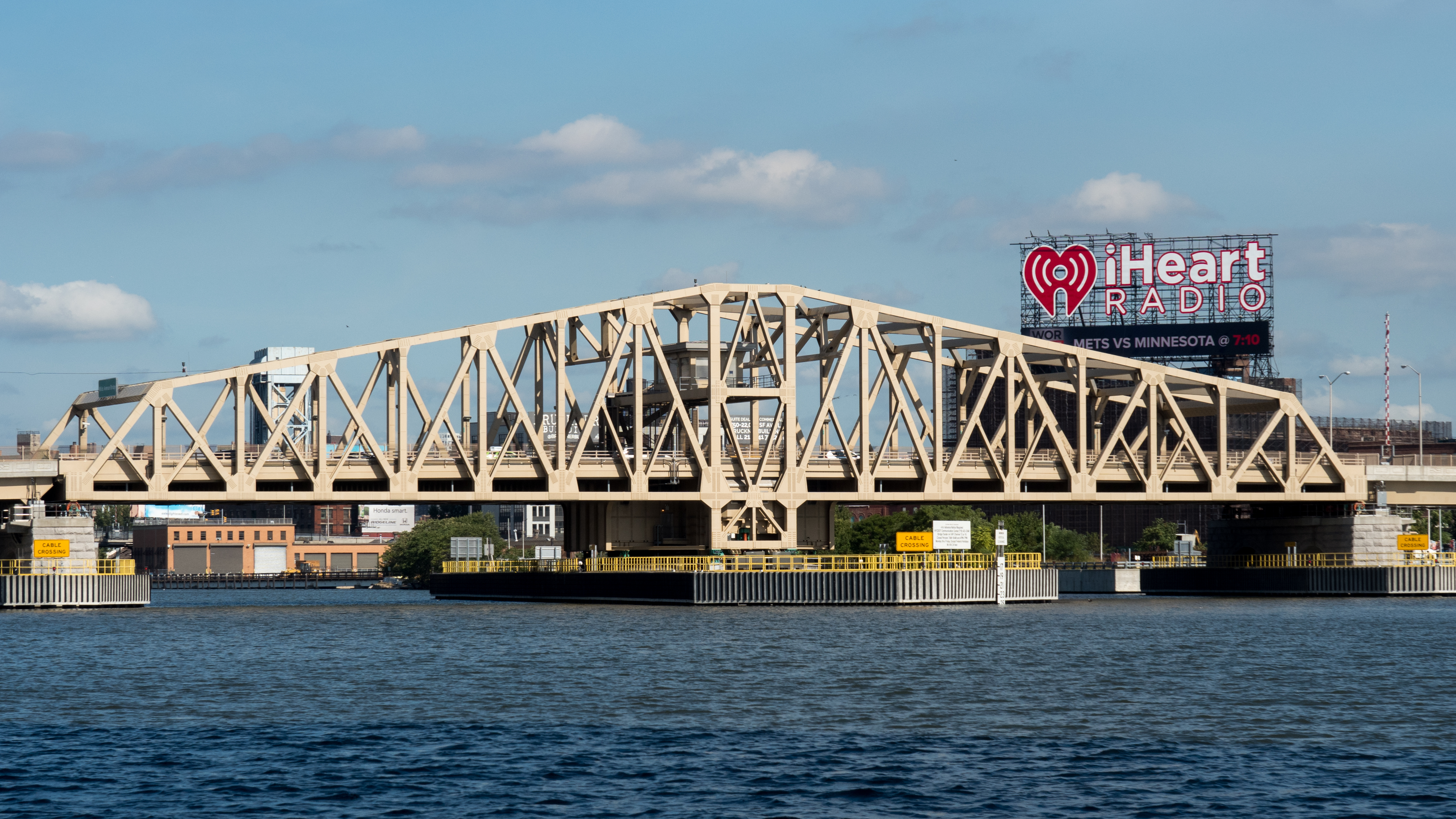
Willis Avenue Bridge (nový)
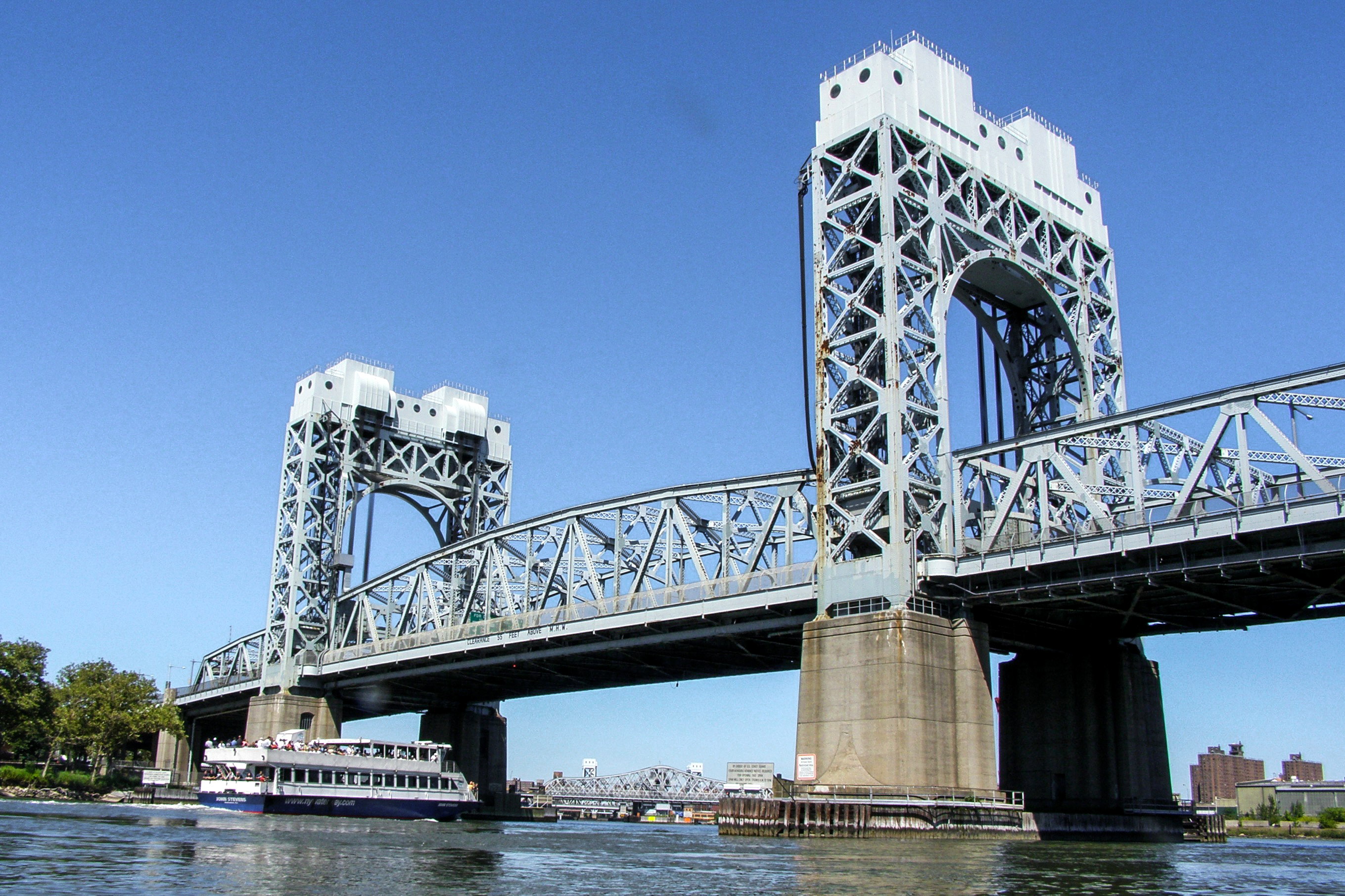
Triboro Lift Bridge (odbočka mostu R. F. Kennedyho)
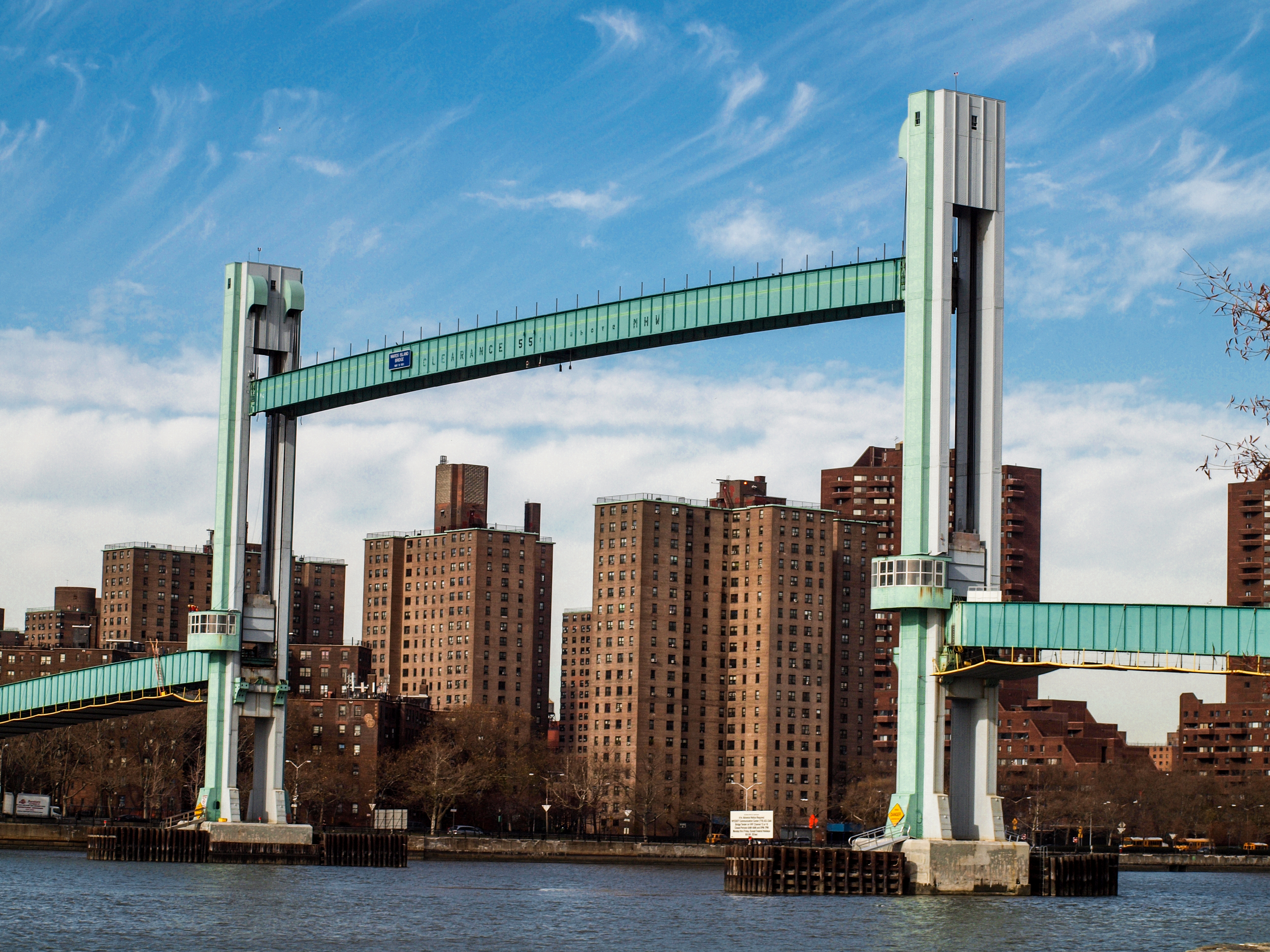
Wards Island Bridge pro pěší a cyklisty (zvednutý)